# 永隆乡
永隆乡，是中华人民共和国江西省赣州市会昌县下辖的一个乡镇级行政单位。

## 行政区划
永隆乡下辖以下地区：
永隆社区、永联村、益寮村、杨叶村、井头村、晓族村、水洲村和案背村。